# Princesa Alba
Trinidad Valentina Riveros Inostroza  (Santiago, 16 de febrero de 1997), más conocida por su nombre artístico Princesa Alba, es una cantante chilena.

## Biografía
Creció en la comuna de Las Condes y cursó sus estudios secundarios en el Colegio La Maisonnette de Vitacura. Su familia le incentivó su pasión por el fútbol y su apoyo al Club Colo-Colo, razón de su nombre artístico, puesto que dicho club es popularmente llamado El Albo. Posteriormente comenzó sus estudios de Comunicación Audiovisual y Publicidad en la Facultad de Comunicaciones de la Universidad Católica de Chile, ubicada en su Casa Central. Desde temprana edad practica gimnasia. Durante su adolescencia se caracterizó por ser DJ, además de tener un interés particular por los medios digitales. Sus primeras canciones las compuso en su habitación, influenciada por la corriente del trap de la década de 2010 que usaba plataformas de acceso universal gracias al internet para componer y producir música. 

## Trayectoria
Obtuvo reconocimiento por su primer sencillo «Mi Only One», lanzado en YouTube en 2017, el cual se transformó en un video viral. Erróneamente se le llama Princesa Alba al video musical de dicha canción transformado en viral, protagonizado por la misma artista. Fue grabado en el Estadio Monumental de Santiago de Chile, sede de su club de fútbol preferido (Colo-Colo), de donde toma su seudónimo artístico. Su sorpresiva fama la hizo enfrentarse a una gran cantidad de comentarios negativos y prejuicios, sobre todo a su imagen corporal y a su música.
En 2018, lanzó su mixtape Del Cielo Mixtape con producciones de Gianluca, OSSA y con una colaboración de la francesa Lean Chihiro. Aquel trabajo discográfico le valió nominaciones a los destacados premios Índigo y Pulsar. Colaboró con la cantautora Dulce y Agraz con la canción «Nada que temer» que aparece en el álbum Trino. Ese mismo año participó en la tercera edición de Ruidosa Fest, el primer festival latinoamericano integrado únicamente por mujeres.
En diciembre de 2018, publicó su sencillo «Summer Love» (en colaboración con Gianluca) y producido por Francisco Victoria, el cual escaló rápidamente en la lista de charts en Chile y América Latina de Spotify, junta un total de más de 750.000 oyentes y en Youtube superó las 8.500.000 visualizaciones. Con una alta presencia en redes sociales, Princesa Alba, ha ganado varios seguidores, todo esto de la mano de su estilo, que ella define como alternativo y colorido. El vídeo musical producido por Camila Suazo, fue filmado en la Villa Portales y las torres de Inés de Suárez en Santiago.
En abril de 2019, publicó su sencillo «Convéncete», producido por Francisco Victoria y en junio, publicó el vídeo musical, el cual fue dirigido por reconocida cineasta Marialy Rivas con obras como Joven y alocada y también Princesita. Y a fines de agosto publicó «Hacerte mal», también producido por Francisco Victoria, con un video musical que fue dirigido por Javiera Eyzaguirre y el arte estuvo a cargo de Valentina Caiozzi.
En septiembre de 2019 realizó su primera gira internacional, llamada «Hacerte mal tour», actuando en el festival UrbanWorld Film en Nueva York, Estados Unidos, donde fue invitada al ser nominada por el video musical de «Convéncete», para luego ir a México donde realizará cuatro fechas en Saltillo, en Apizaco, en el festival Perreo Millenial de Ciudad de México y en Oaxaca.
A principios de 2020, estrena un nuevo sencillo «Mi culpa» producido por el español Alizzz y el chileno Francisco Victoria que dio nombre a su gira de verano con más de 20 shows en distintas partes de Chile. Tras el éxito de «Mi culpa», y en colaboración con la misma dupla de productores, la artista estrena «Me equivoqué».
En medio de la pandemia de COVID-19 Princesa Alba estrena «Ya no quieres quererme», sencillo que fue aclamado por la crítica internacional y donde explora en sonoridades vinculadas al funk. El videoclip de este sencillo fue realizado por Marmota Studio, primer estudio chileno de animación en trabajar con Cartoon Network.
A principios de 2021 se unió al sello Quemasucabeza, lanzando su single «acelero». El 3 de septiembre del mismo año lanzó su álbum debut llamado «besitos, cuídate» formado por 11 canciones entre las que se destacan «nasty» en colaboración con Ms Nina , «miss u bb» y «narcisa»  con la brasileña Duda Beat. 
En diciembre de 2022 firmó con Sony Music.
En marzo de 2024 anunció el remix de su éxito «Convéncete», en conjunto con la mexicana Ingratax y la chilena Katteyes.

## Estilo musical
Aunque ha sido catalogada como una cantante de trap, siendo incluso calificada de Reina del Trap, su estilo es más cercano al pop, como ella misma lo ha definido en una entrevista para Culto de La Tercera: 

«Lo mío nunca fue trap, es como pop con tintes de trap, con guiños, pero desde la primera canción que es Mi Only One (2017) siempre fue súper pop. Y voy en ese camino, no tengo muchos límites ni prejuicios musicales. Entonces en verdad puedo hacer cualquier cosa, el día de mañana puedo sacar un dembow, o un reggaetón, o un dance hall, es súper entretenido tener esas libertades y creo que toda mi generación tenemos esa perspectiva».

En 2022 incursiona por primera vez en el género mambo, en su sencillo "Ya No Soy Tu Baby".

## Discografía
Álbumes de estudio
- 2021: Besitos, cuídate
- 2024: Como si fuese real

## Premios y nominaciones
| Año  | Premios         | Categoría                                 | Trabajo                                               | Resultado | Ref.                 |
| ---- | --------------- | ----------------------------------------- | ----------------------------------------------------- | --------- | -------------------- |
| 2018 | Premios Índigo  | Mejor artista revelación                  | Ella misma                                            | Nominada  | [ 6 ]                |
| 2018 | Premios Índigo  | Canción independiente del año             | "My only one"                                         | Nominada  | [ 7 ]                |
| 2018 | Premios Índigo  | Premio Altafonte a la Creatividad Digital | Del cielo mixtape                                     | Nominada  | [ 8 ]                |
| 2019 | Giga Awards     | Fenómeno musical                          | Ella misma                                            | Nominada  | [ 26 ]               |
| 2019 | Premios Pulsar  | Artista revelación                        | Del cielo mixtape                                     | Nominada  | [ 9 ]                |
| 2019 | Urbanworld film | Music Videos                              | "Convéncete"                                          | Nominada  | [ 17 ]               |
| 2019 | Premios Índigo  | Mejor Productor Musical                   | "Summer Love" ft. Gianluca" (Para Francisco Victoria) | Nominada  | [ 27 ] [ 28 ] [ 29 ] |
| 2019 | Copihue de Oro  | Música Urbana                             | Ella misma                                            | Nominada  | [ 30 ]               |
| 2020 | Premios Musa    | Artista Pop del año                       | Ella misma                                            | Nominada  |                      |
| 2020 | Premios Pulsar  | Canción del año                           | "Convéncete"                                          | Nominada  | [ 31 ]               |
| 2020 | Premios Pulsar  | Mejor Videoclip                           | "Convéncete"                                          | Nominada  | [ 31 ]               |
| 2021 | Premios Musa    | Disco del año                             | besitos, cuídate                                      | Ganadora  | [ 32 ]               |
| 2021 | Premios Musa    | Artista Pop del año                       | Ella misma                                            | Ganadora  | [ 32 ]               |
| 2022 | Premios Pulsar  | Canción del Año                           | "Narcisa"                                             | Nominada  | [ 33 ]               |
| 2022 | Premios Musa    | Artista Pop                               | Ella misma                                            | Nominada  | [ 34 ]               |